# 1039 Sonneberga
1039 Sonneberga è un asteroide della fascia principale del diametro medio di circa 36,7 km. Scoperto nel 1924, presenta un'orbita caratterizzata da un semiasse maggiore pari a 2,6787035 UA e da un'eccentricità di 0,0627528, inclinata di 4,55710° rispetto all'eclittica.
Il suo nome fa riferimento alla città di Sonneberg, in Germania, sede dell'omonimo osservatorio.